# Hans Lenk
Hans Lenk (Berlín, 23 de marzo de 1935 - Karlsruhe, 30 de julio de 2024) fue un deportista alemán que compitió para la RFA en remo.

## Carrera deportiva
Participó en los Juegos Olímpicos de Roma 1960, obteniendo una medalla de oro en la prueba de ocho con timonel. Ganó dos medallas de oro en el Campeonato Europeo de Remo, en 1958 y 1959.

## Palmarés internacional
| Representando al Equipo Alemán Unificado |                  |                |                    |
| Juegos Olímpicos                         |                  |                |                    |
| Año                                      | Lugar            | Medalla        | Prueba             |
| 1960                                     | Roma (Italia)    | Medalla de oro | Ocho con timonel   |
| Representando a la RFA                   |                  |                |                    |
| Campeonato Europeo                       |                  |                |                    |
| Año                                      | Lugar            | Medalla        | Prueba             |
| 1958                                     | Poznań (Polonia) | Medalla de oro | Cuatro sin timonel |
| 1959                                     | Mâcon (Francia)  | Medalla de oro | Ocho con timonel   |